# Colonia Orilla del Río
Colonia Orilla del Río är en ort i Mexiko.   Den ligger i kommunen Mexquitic de Carmona och delstaten San Luis Potosí, i den centrala delen av landet, 400 km nordväst om huvudstaden Mexico City. Colonia Orilla del Río ligger 1 840 meter över havet och antalet invånare är 376.
Terrängen runt Colonia Orilla del Río är kuperad åt sydväst, men åt nordost är den platt. Runt Colonia Orilla del Río är det ganska tätbefolkat, med 54 invånare per kvadratkilometer. Närmaste större samhälle är Ahualulco, 3,9 km norr om Colonia Orilla del Río. Omgivningarna runt Colonia Orilla del Río är i huvudsak ett öppet busklandskap.